# Coronula reginae
Coronula reginae is een zeepokkensoort uit de familie van de Coronulidae. De wetenschappelijke naam van de soort werd in 1854 voor het eerst geldig gepubliceerd door Charles  Darwin.